# Sandra Droucker

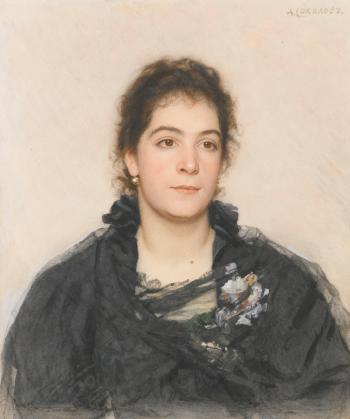
Sandra Droucker.

Sandra Droucker, född 7 maj 1876 i Sankt Petersburg, död 1 april 1944 i Hamar, var en rysk-norsk pianist.
Droucker, som var lärjunge till Anton Rubinstein, företog 1894 konsertresor i Europa och verkade musikpedagog i Berlin, Wien och München. En tid var hon gift med pianisten Gottfried Galston. Eftersom hon hade judiskt ursprung flydde hon från Nazityskland och blev 1938 norsk medborgare. År 1904 utgav hon sina Erinnerungen an Anton Rubinstein.